# Boxe aux Jeux méditerranéens de 2018
Navigation
Édition 2013 Édition 2022
Les compétitions de boxe des Jeux méditerranéens de 2018 ont lieu du 25 au 30 juin 2018 à Tarragone.
Seules des épreuves masculines sont disputées.

## Médaillés
| Catégorie      | Or                              | Argent                      | Bronze                                                        |
| -------------- | ------------------------------- | --------------------------- | ------------------------------------------------------------- |
| Moins de 52 kg | Gabriel Escobar Mascuñano (ESP) | Hussin Almasri (SYR)        | Manuel Cappai (ITA) Dušan Janjić (SRB)                        |
| Moins de 56 kg | Raffaele Di Serio (ITA)         | Krenar Zeneli (ALB)         | Bilel Mhamdi (TUN) Ali Ihsan Alagas (TUR)                     |
| Moins de 60 kg | Sofiane Oumiha (FRA)            | Hakan Dogan (TUR)           | Reda Benbaziz (ALG) Alaa Shili (TUN)                          |
| Moins de 64 kg | Tugrulhan Erdemir (TUR)         | Abdelhaq Nadir (MAR)        | Johann Eduardo Orozco Ojeda (ESP) Alexandros Tsanikidis (GRE) |
| Moins de 69 kg | Walid Mohamed (EGY)             | Youba Sissokho Ndiaye (ESP) | Onur Şipal (TUR) Ahmed Tabai (TUN)                            |
| Moins de 75 kg | Ahmad Ghosoun (SYR)             | Salvatore Cavallaro (ITA)   | Trifun Dasic (SRB) Bengoro Bamba (FRA)                        |
| Moins de 81 kg | Abdelrahman Abdelgawad (EGY)    | Bayram Malkan (TUR)         | Mohamed Houmri (ALG) Polyneikis Kalamaras (GRE)               |
| Moins de 91 kg | Aziz Abbes Mouhiidine (ITA)     | Toni Filipi (CRO)           | Paul Omba-Biongolo (FRA) Burak Aksin (TUR)                    |
| Plus de 91 kg  | Yousry Hafez (EGY)              | Mohamed Firisse (MAR)       | Djamili-Dini Aboudou (FRA) Mohamad Mulayes (EGY)              |